# Gruyères (Szwajcaria)

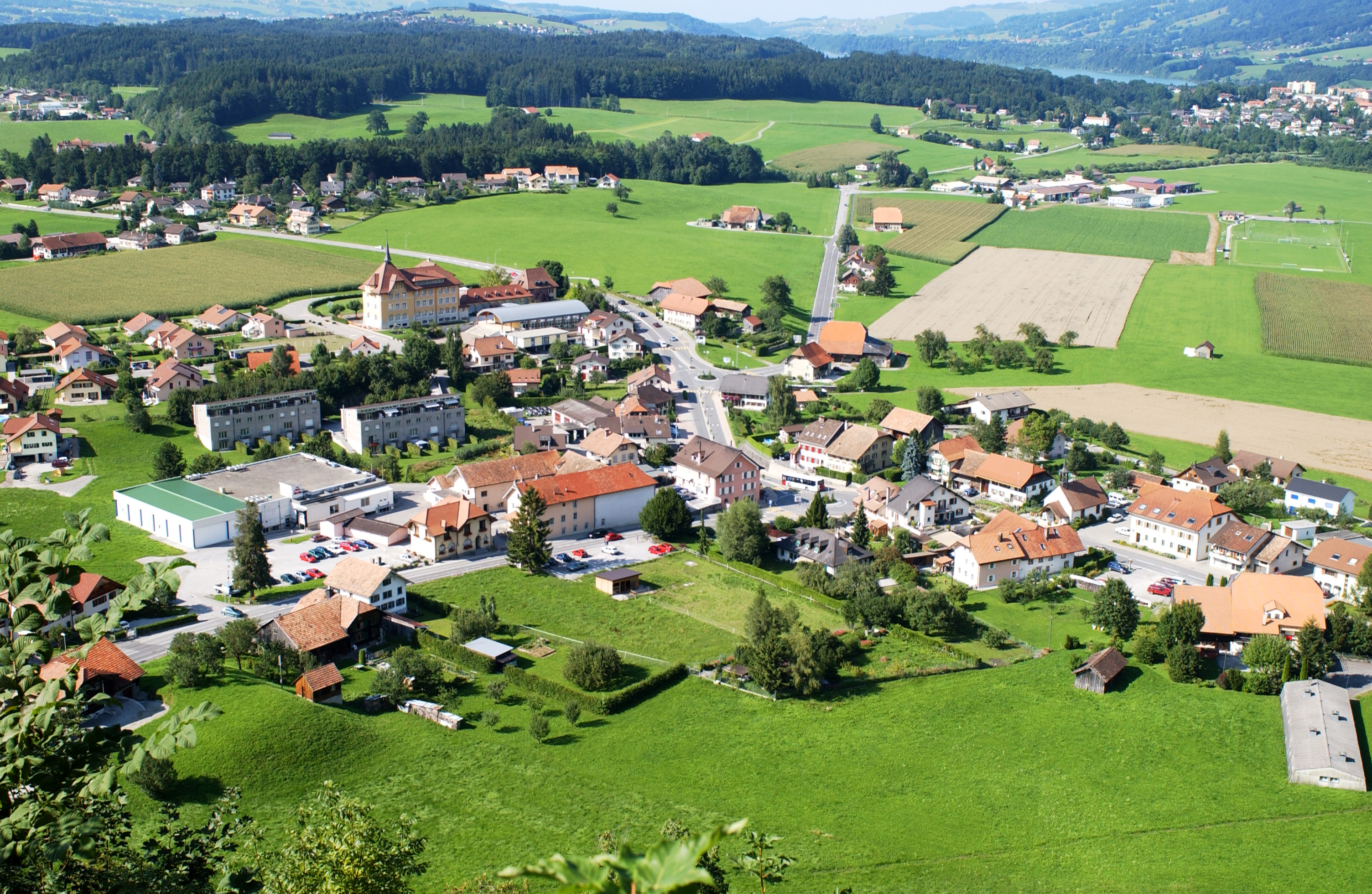
Panorama Gruyères

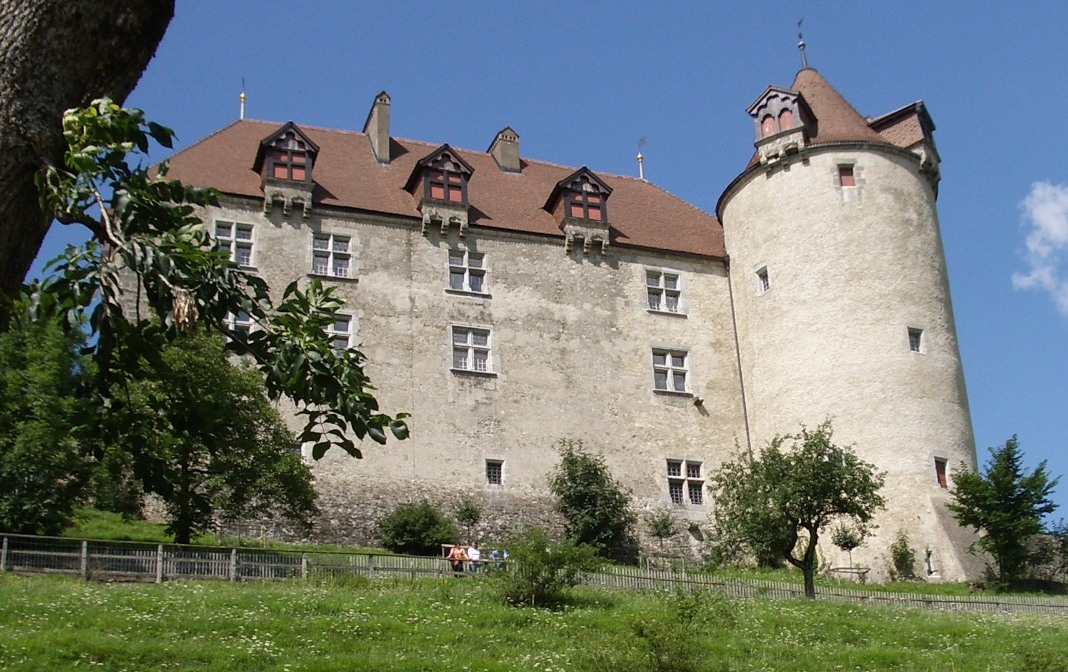
Zamek Gruyères

Gruyères (niem. Greyerz; frp. Grevire) – alpejskie miasto i gmina (fr. commune; niem. Gemeinde) w Szwajcarii, w kantonie Fryburg, w okręgu Gruyère. Znane głównie z produkcji sera gruyère.
W mieście znajdują się zamek i galeria Hansa Rudolfa Gigera. 

## Transport
Przez teren gminy przebiegają drogi główne nr 189, nr 190 i nr 191. 
Mieści się tu również lotnisko Gruyères.